# Ги I де Блуа-Шатильон
Ги I де Шатильон (фр. Guy Ier de Blois-Châtillon; ок. 1298 — 12 августа 1342) — граф Блуа, Дюнуа и Фретаваля, сеньор Авен, Трелон, Гиз с 1307 года, сеньор де Шато-Рено с 1332 года. Сын Юга II де Блуа и Беатрисы Фландрской.

## Биография
Считается основателем замка Вильсавен, который в настоящее время (правда, после перестройки XVI века) входит в список Исторических памятников Франции.  
В 1315 году Ги де Блуа вместе с королём Людовиком X участвовал в войне с фламандцами. 
Он постоянно враждовал с соседом — графом Вандома Бушаром VI.
Участвовал в Столетней войне на стороне французского короля Филиппа VI.
Ги де Блуа умер 12 августа 1342 года и был похоронен в монастыре Ла Гиш.

## Брак и дети
В 1310 году женился на Маргарите де Валуа (1295—1342), дочери Карла Французского, графа Валуа и Алансона, и Маргариты Анжуйской, сестре будущего короля Филиппа VI. У них было трое детей:
- Людовик I (ум. 1346), граф Блуа, Дюнуа и Фретаваля
- Карл де Блуа (1319—1364), герцог Бретани
- Мария, мужья: герцог Лотарингии Рауль (Рудольф), затем граф Фридрих фон Лейнинген.